# Sacculina gibbsi
Sacculina gibbsi är en kräftdjursart som beskrevs av Hesse. Sacculina gibbsi ingår i släktet Sacculina och familjen Sacculinidae. Inga underarter finns listade i Catalogue of Life.